# Zantedeschia pentlandii
Zantedeschia pentlandii  (лат.) — вид однодольных растений рода Зантедеския (Zantedeschia) семейства Ароидные (Araceae). Впервые описан в работе Уильяма Уотсона, перенесён в род Zantedeschia Людвигом Виттмаком в 1898 году.

## Распространение и среда обитания
Эндемик ЮАР, известный из провинции Мпумаланга.
Растёт на скалистых склонах в саваннах.

## Ботаническое описание
Клубневой геофит.
Листья от продолговато-эллиптических до продолговато-ланцетных.
Покрывало у соцветия цветом от белого, кремового и цвета слоновой кости до бледно зеленовато-жёлтого и жёлтого, у основания как правило имеет пятно фиолетового оттенка.
Цветёт летом.

## Значение
Выращивается как садовое растение. В культуре сложный.

## Природоохранная ситуация
Вид занесён в Красную книгу ЮАР как находящийся под угрозой. Общая площадь немногочисленных разрозненных субпопуляций — 12000 км², и она продолжает снижаться из-за сбора растений для садоводческих целей.

## Синонимы
Синонимичные названия:
- Calla pentlandii (R.Whyte ex W.Watson) auct.
- Richardia pentlandii R.Whyte ex W.Watson
- Richardia sprengeri Comes
- Zantedeschia sprengeri (Comes) Burtt Davy